# Livađe
Pour les articles homonymes, voir Livade.
Pour l’article homonyme, voir Livađe (Lipljan).
Livađe (en serbe cyrillique : Ливађе) est un village de Serbie situé dans la municipalité de Brus, district de Rasina. Au recensement de 2011, il comptait 127 habitants.

## Démographie
| 1948 | 1953 | 1961 | 1971 | 1981 | 1991 | 2002 | 2011 |
| ---- | ---- | ---- | ---- | ---- | ---- | ---- | ---- |
| 232  | 254  | 275  | 265  | 239  | 185  | 174  | 127  |

|  |